# Carlos Éboli
Carlo Eboli, conhecido como Carlos Éboli (Sapri, 15 de outubro de 1832 – Nova Friburgo, 19 de fevereiro de 1885), foi um médico e sanitarista italiano, radicado no Brasil. Foi um dos pioneiros na introdução da hidroterapia no Brasil.

## Biografia
Filho de Tommaso Eboli e Anna Peluso, Carlo Eboli nasceu na cidade de Sapri, no então reino das Duas Sicílias em 1832. Formou-se em medicina pela Universidade de Nápoles Federico II em 1856. Desembarcou no Brasil por volta de 1858. Para poder praticar a medicina no país, ele precisou apresentar uma monografia à Faculdade de Medicina do Rio de Janeiro, sendo habilitado por esta instituição em 1863.
Antes da validação de seu diploma, seu nome aparece como residente em Cantagalo, em 1862. É provável que ele tenha optado por se mudar para o interior como estratégia de profissionais estrangeiros de praticarem sua profissão antes da autorização ser fornecida. Carlos atuou como médico em fazendas de café de grandes proprietários de terra e pessoas influentes, como a fazenda Galvão, de Antônio Clemente Pinto.
Nesta fazenda, Carlos iniciou o tratamento hidroterápico na região. Realizado em uma casa adaptada da fazenda, em 1869, Carlos aplicava o tratamento através de duchas. As observações colhidas durante os tratamento renderam um artigo chamado Hydrotherapia, que à Academia Imperial de Medicina, da qual se tornara correspondente em 1871. Em tal trabalho, Carlos afirma que aplicava a hidroterapia desde 1867 no país, tornando-o pioneiro na área.
Após este período de experiências e observações na Fazenda Gavião, Carlos apresentou a Fortunato de Azevedo a ideia da fundação de um estabelecimento hidroterápico na Vila de Nova Friburgo, em 1870. A escolha da cidade está relacionada, provavelmente, ao clima considerado adequado para o tratamento hidroterápico e pelos interesses da família Clemente Pinto em desenvolver atividades urbanas na região. O lugar escolhido para receber o estabelecimento foi o prédio do antigo Colégio Freese, onde muitos rapazes da Corte realizavam seus estudos, e que estava próximo à residência de Antônio Clemente Pinto, localizada na praça principal da Vila. Surgia assim o Instituto Sanitário Hidroterápico.
O instituto foi inaugurado em 1 de junho de 1871. O lugar era frequentado até mesmo por membros da elite imperial da época. Em 23 de maio de 1873, Carlos se casou com Maria Florisbella Bastos, filha de um advogado, José Manuel da Costa Bastos, que foi uma das primeiras pacientes acometidas de tísica pulmonar a recorrer ao tratamento hidroterápico em seu estabelecimento. Juntos eles tiveram cinco filhos: João Batista (médico), Maria José, Maria das Dores, Galiano e Henrique.
Carlos foi membro da Comissão de Obras Públicas e médico vacinador, após naturalizar-se brasileiro. Foi vereador na Câmara de Nova Friburgo, de onde pode realizar intervenções higienistas, visando a melhoria e a prevenção contra doenças e a salubridade pública. Carlos também fornecia consultas na farmácia Guimarães & Companhia, que também tinha contrato com a prefeitura, onde se comprometia a fornecer medicamentos a indigentes. Seu instituto foi o primeiro prédio a utilizar luz elétrica, isto quando a eletricidade só chegaria à cidade mais de 30 anos depois.
O instituto passou por dificuldades financeiras a partir de 1878. Ele tentou reduzir os preços para manter as portas abertas, mas precisou se afastar por motivos de saúde, nomeando Teodoro Gomes como diretor.

## Morte
Carlos morreu em 19 de fevereiro de 1885, aos 53 anos, em Nova Friburgo, devido a problemas cardíacos. Maria Florisbela Bastos, viúva do médico italiano, vendeu o prédio do instituto às Irmãs Doroteias em 1897, onde ainda hoje é uma instituição educacional. Era tio de João Éboli (Giovanni Vincenzo Francesco Eboli), médico da cidade de Santos e empreendedor da região.